# Batman and Robin (filmserie)
Batman and Robin is een vijftien delen tellende Amerikaanse serial film uit 1949, geproduceerd door Columbia Pictures. De film draait om de superheld Batman van DC Comics.
Acteurs Robert Lowery en Johnny Duncan vertolkten de hoofdrollen. De serial film was een vervolg op de serial film Batman uit 1943.

## Verhaal
De films draaien om het gevecht van het dynamische duo tegen de Wizard, een gemaskerde schurk wiens ware identiteit ook voor de kijkers een geheim blijft. Pas aan het eind van het laatste hoofdstuk wordt hij ontmaskerd.

## Rolverdeling
| Acteur           | Personage                  | Opmerkingen                   |
| ---------------- | -------------------------- | ----------------------------- |
| Robert Lowery    | Batman/Bruce Wayne         |                               |
| Johnny Duncan    | Robin/Dick Grayson         |                               |
| Jane Adams       | Vicki Vale                 |                               |
| Lyle Talbot      | Commissioner Jim Gordon    |                               |
| Ralph Graves     | Winslow Harrison           |                               |
| Don C. Harvey    | Nolan                      |                               |
| William Fawcett  | Professor Hammil           |                               |
| Leonard Penn     | Carter en The Wizard       |                               |
| Rick Vallin      | Barry Brown                |                               |
| Michael Whalen   | Private Investigator Dunne |                               |
| Greg McClure     | Evans                      |                               |
| House Peters Jr. | Earl                       |                               |
| Jim Diehl        | Jason                      |                               |
| Rusty Wescoatt   | Ives                       |                               |
| Eric Wilton      | Alfred Pennyworth          | niet genoemd in de aftiteling |

## Achtergrond

### Productie
Het budget van deze filmserie was nog lager dan die van zijn voorganger. In deze serie gebruikte Batman een Mercury convertible. Veel kijkers vonden de actiescènes in deze serie beter dan in de vorige. Vooral Lowery werd gezien als een sterkere Batman dan zijn voorganger, Wilson.
De serie kwam in 2005 uit op dvd.

### Hoofdstukken
1. Batman Takes Over
2. Tunnel of Terror
3. Robin's Wild Ride
4. Batman Trapped
5. Robin Rescues Batman
6. Target--Robin
7. The Fatal Blast
8. Robin Meets the Wizard
9. The Wizard Strikes Back
10. Batman's Last Chance
11. Robin's Ruse
12. Robin Rides the Wind
13. The Wizard's Challenge
14. Batman vs. Wizard
15. Batman Victorious